# Acer Liquid E2 Duo

## Общая информация
Смартфон компании Acer, выпущенный весной 2013 года. Работает на операционной системе Google Android 4.2. Предшественник этой модели — Acer Liquid. Liquid E2 Duo обладает большим объёмом оперативной памяти, и, в сравнении с Liquid, поставляется с ОС Android 4.2. Также присутствует поддержка двух SIM карт.

## Технические характеристики
- Класс: смартфон
- Форм-фактор: Сенсорный моноблок
  - Материалы корпуса: Софт тач пластик
- Операционная система: Android 4.2
- Коммуникации: GSM/EDGE 850/900/1800/1900 МГц, UMTS/HSDPA 900/2100
- Процессор: MediaTek 1,2 ГГц Quad-core processor (ARM Cortex A7)
- Оперативная память: 1 ГБ
- Память для хранения данных: 4 ГБ (пользователю доступно порядка 2 ГБ) + разъем для карты памяти microSD (без горячей замены карты памяти)
- Интерфейсы: Wi-Fi, Bluetooth 3.0, универсальный разъем miniUSB (USB 2.0) для заряда/синхронизации, 3.5 мм для гарнитуры
- Экран: трансфлективный IPS 4,5" с разрешением 540х960 точек, автоматическая регулировка уровня подсветки
- Камера: Основная: 8 Мп с автофокусом, видео записывается в HD Фронтальная: 2 Мп
- Навигация: GPS (поддержка A-GPS)
- Дополнительно: акселерометр, датчик света, сенсор приближения
- Батарея: съемная Li-Pol емкостью 2000 мАч
- Габариты: 131 x 68×9.9 мм
- Вес: 140 г.